# 이메일 스푸핑
이메일 스푸핑(Email spoofing)은 위조된 보낸이 주소를 사용하여 전자우편 메시지를 생성하는 것이다.
핵심 이메일 프로토콜들이 인증에 대한 매커니즘이 없기 때문에, 메시지 원본에 대해 수신자를 오도하거나 장난을 치기 위해 이러한 스푸핑을 사용하며 스팸과 피싱 이메일에 일반적이다.

## 기술 상세
SMTP 이메일을 송신할 때 초기 연결은 2가지 주소 정보를 제공한다:
- MAIL FROM: - 수신자에게 Return-path: 헤더로 표시되는 것이 일반적이지만 최종 사용자에게는 보이지 않는 것이 보통이며 송신 시스템이 해당 주소 중간에 송신 권한을 가질 수 있도록 기본적으로 no checks가 수행된다.
- RCPT TO: - 어느 이메일 주소로 이메일이 전달되는지를 규정하며 최종 사용자에게는 보이지 않는 것이 보통이지만 Received: 헤더의 일부로 헤더에 보일 수 있다.

- From: Joe Q Doe <joeqdoe@example.com>  - 수신자에게 보일 수 있는 주소이지만, 이 또한 송신 시스템이 해당 주소 중간에 송신 권한을 가질 수 있도록 기본적으로 no check가 수행된다.
- Reply-to: Jane Roe <Jane.Roe@example.mil> - 유사하지만 no check이며 가끔은:
- Sender: Jin Jo <jin.jo@example.jp> - 또한 no check이다.

결과적으로 이메일 수신자는 이메일을 "From:" 헤더 주소에서 온 것으로 간주하며 MAIL FROM 주소를 볼 수도 있다. 이메일에 회신할 경우 From: 또는 Reply-to: 헤더에 제시된 주소로 이동되지만 이 주소 중 어느 것도 신뢰할 수 없는 것이 보통이므로 자동화된 바운스 메시지는 백스캐터를 생성할 수 있다.
이메일 스푸핑이 이메일 주소를 허위로 조작하는데 효율적이긴 하지만 메일을 보내는 컴퓨터의 IP 주소는 이메일 헤더의 Received: 라인에서 식별이 가능한 것이 일반적이다.

## 같이 보기
- 컴퓨터 바이러스
- 웜
- 악희
- 웹사이트 스푸핑
- 장난전화